# Gorringe-Bank

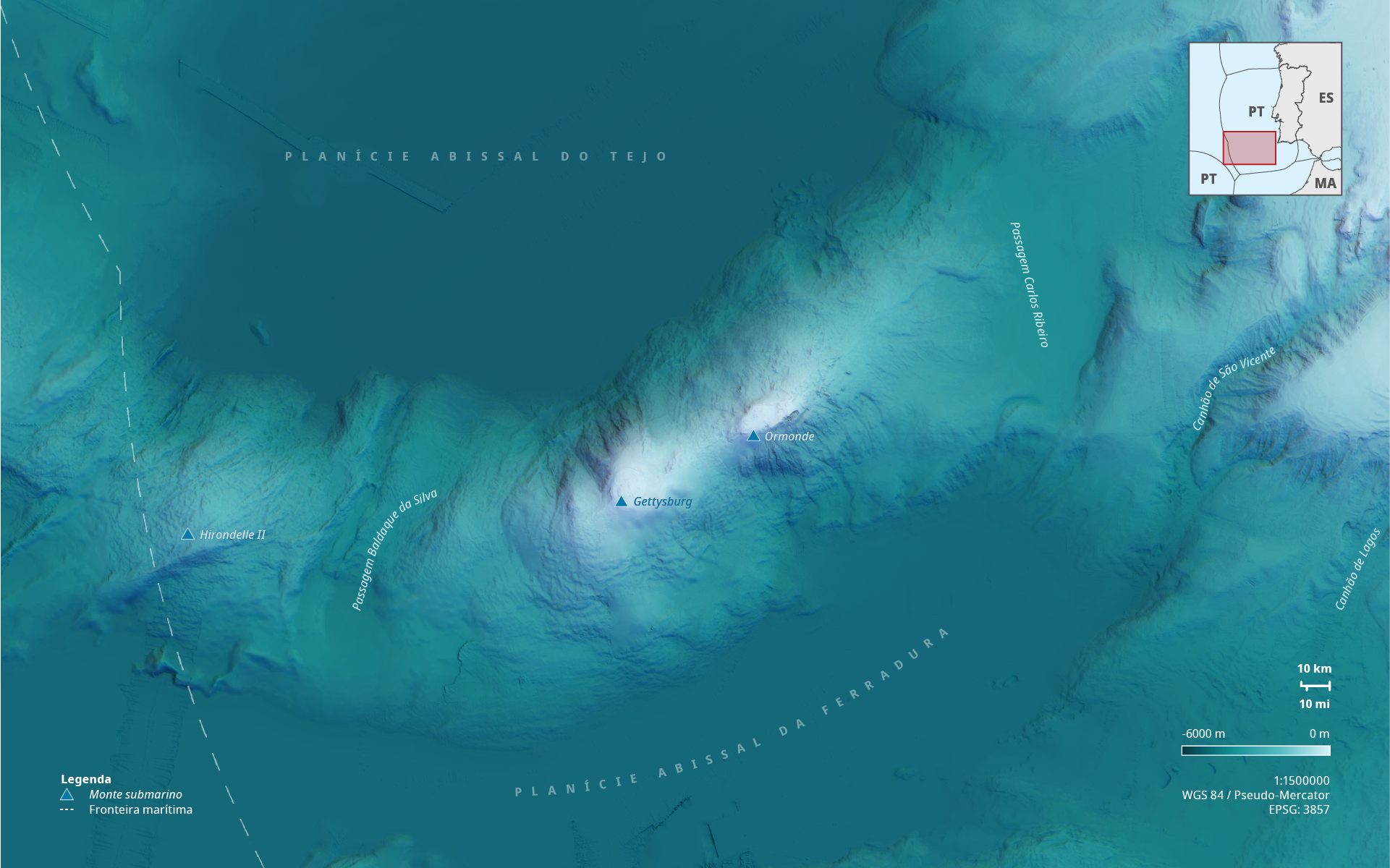
Karte des Gebiets

Die Gorringe-Bank ist ein ungefähr 200 Kilometer südwestlich von Cabo de São Vicente in Portugal im Atlantik unter dem Meeresspiegel liegender Vulkanberg mit zwei Gipfeln. Der Pico Gettysburg liegt an seinem Gipfel etwa 20 Meter unter der Wasseroberfläche und ist mit einer gelben Leuchttonne als Untiefe markiert. Der damit über einen 40 Kilometer langen, bis zu 500 Meter tief eingeschnittenen Bergrücken verbundene Gipfel des Ormonde liegt wenige Meter tiefer unter Wasser und ist nicht gekennzeichnet. Die den zwei Bergen unmittelbar zuzuordnende Region hat eine Ausdehnung von rund 9500 Quadratkilometern und ist stark zerklüftet. Die Nordwestseite fällt auf einer Strecke von 38 Kilometern um 5000 Meter ab und die Südostseite auf 31 Kilometern um 4000 Meter. Auch in die anderen Richtungen wird schnell eine Wassertiefe von über 3000 Meter erreicht. Von einigen Experten wird das Gebiet als die am stärksten von Erdbeben gefährdete Region in Europa eingeschätzt. Einer Theorie zufolge liegt hier das Epizentrum des Erdbebens von Lissabon von 1755. Im Bereich der Gorringe-Bank liegt eine starke Gravitationsanomalie vor.
Im Jahre 2013 wurde von Wissenschaftlern der Monash University in Melbourne, Australien publiziert, dass es sich bei den Vorgängen in der Gorringe-Bank um eine Subduktionszone handele, in welcher der atlantische Meeresboden durch die Eurasische Platte verschluckt werde. Diese Interpretation wurde schon in den 70er Jahren durch Wissenschaftler des Centre Oceanologique de Bretagne aufgrund mehrerer Tiefsee-Tauchexpeditionen und Probenahmen zur Diskussion gestellt.